# Лорис Арно
Лорис Арно (на френски: Loris Arnaud) е френски футболист, нападател.

## Кариера
Лорис Арно започва да тренира в школата на ПСЖ, когато е на 12 години. Подписва първия си професионален договор през юни 2007 г. и се присъединява към първия отбор на парижани. Дебютира в Лига 1 на 20-годишна възраст на 12 август 2007 г., когато заменя Пиер-Ален Фрау в 69-ата минута срещу Мец. Въпреки малкото време, в което играе, е обявен за „Играч на мача“ от парижките фенове чрез официалния сайт с 23,41% от гласовете, като изпреварва Микаел Ландро и Жером Ротен.
На 3 ноември 2007 г. Арно отбелязва първия си гол в Лига 1 при гостуването на Страсбург. През февруари 2008 г. удължава договора си с ПСЖ.
На 23 октомври 2008 г. играе в турнира за Купата на УЕФА срещу Шалке 04, но скъсва кръстни връзки и е вън от игра няколко месеца.
На 24 август 2010 г. преминава под наем в Анжеp, клуб от Лига 2. През 2011 г. към него интерес проявява ФК Мидълзбро, но до трансфер не се стига.
Арно не подновява контракта си с ПСЖ и напуска през лятото на 2012 г. В края януари 2013 г. преминава пробен период в английския Транмиър Роувърс, където е харесан, но поради забавяне на документи не успява да бъде привлечен. На следващия месец е на проби в Черноморец (Бургас) като за участието си само в два контролни мача успява да убеди треньорския щаб, че има качества и бива привлечен с договор за 2 години и половина. В А ПФГ прави дебют на 10 март 2013 г. срещу ЦСКА (София). Отбелязва първия си гол със синята фланелка на 10 април 2013 г. срещу Миньор (Перник). Освободен е в края на май 2013 г.

## Отличия
- Носител на Купа на лигата за 2008 г. с ПСЖ[4]

## Статистика по сезони[5]
| Сезон    | Отбор           | Първенство | Мачове | Голове |
| -------- | --------------- | ---------- | ------ | ------ |
| 2007/08  | ПСЖ             | Лига 1     | 18     | 1      |
| 2008/09  | ПСЖ             | Лига 1     | 1      | 1      |
| 2009/ес. | ПСЖ             | Лига 1     | 0      | 0      |
| 2010/пр. | Клермон         | Лига 2     | 17     | 3      |
| 2010/11  | Анжеp           | Лига 2     | 21     | 1      |
| 2011/12  | ПСЖ             | Лига 1     | 0      | 0      |
| 2013/пр. | Черноморец (Бс) | А група    | 6      | 2      |